# Särkijärvi
Särkijärvi – wieś w Finlandii, w rejonie Uusimaa, w gminie Askola.